# Fly (Hilary Duff)
Fly è il primo singolo estratto dall'omonimo secondo album di Hilary Duff. La canzone ha avuto un buon successo in America e in molti altri stati. Infatti per il suo pubblico è una delle più belle canzoni scritte e interpretate dalla Duff. il video consiste in spezzoni di un concerto e immagini della Duff in promozione per il mondo.
Il singolo venne pubblicato solo negli Stati Uniti, Canada, Australia e Giappone e solo nel 2006 venne pubblicato nell'album Most Wanted in Gran Bretagna e in Italia nell'album 4Ever Hilary.
In Italia esordisce al 14º posto nella classifica dei singoli più venduti rimanendo per diversi mesi tra i primi 30.

## Tracce
1. Fly
2. The Getaway

## Classifiche
| Classifica (2004/2005) | Posizione massima |
| ---------------------- | ----------------- |
| Australia              | 21                |
| Irlanda                | 10                |
| Italia                 | 13                |
| Nuova Zelanda          | 24                |
| Paesi Bassi            | 32                |
| Regno Unito            | 20                |